# Daniel González (Fußballspieler, 1984)
Daniel Felipe González Calvo (* 30. Januar 1984 in Quilpué) ist ein ehemaliger chilenischer Fußballspieler. Der offensive Mittelfeldspieler bestritt drei Länderspiele für die chilenische Fußballnationalmannschaft und gewann auf Vereinsebene eine chilenische Meisterschaft.

## Karriere

### Verein
Daniel González begann 2004 seine Karriere bei Everton und wurde 2006 zusammen mit Teamkollege Nicolás Diez an den CD O’Higgins abgegeben. Im Januar 2008 wurde González für eine Ablösesumme von 750.000 US-Dollar von Rekordmeister CSD Colo-Colo, das 2006 und 2007 vier Meisterschaften in Folge gewonnen hatte, verpflichtet. Nach einem halben Jahr wurde er an den CD Cobreloa verliehen. Trotz guter Leistungen bei Cobreloa hatte er keine Aussicht auf einen Stammplatz bei Colo-Colo und wurde bis zu seinem Vertragsende 2012 noch weitere Male verliehen. 2012 unterschrieb er beim CD Huachipato und spielte trotz vielfacher Kritik fast jedes Spiel der Clausura 2012. Bei der 1:3-Niederlage im Finalhinspiel gegen Unión Española kam González erst zur zweiten Spielhälfte, doch im Rückspiel stellte ihn Trainer Jorge Pellicer überraschend in die Startelf. González rechtfertigte seine Aufstellung mit zwei Toren und hatten großen Anteil daran, dass das Hinspielergebnis egalisiert wurde. Im Elfmeterschießen konnte sich Huachipato trotz des Fehlschusses von González zum Meister küren. Zur Saison 2014 wechselte er zu Deportes Antofagasta, sein Vertrag wurde aufgrund von Undiszipliniertheiten wieder aufgelöst. Anschließend spielte er noch bei Vereinen in unteren Ligen: 2015 beim AC Barnechea, danach eine Saison bei Trasandino und bis zu seinem Karriereende 2017 bei San Antonio Unido.

### Nationalmannschaft
González bestritt im Mai 2007 drei Freundschaftsspiele für die Chilenische Fußballnationalmannschaft. Gegen Kuba erzielte er in der 71. Spielminute mit seinem einzigen Länderspieltor den 2:0-Endstand.

## Erfolge
Huachipato
- Chilenischer Meister: 2012-C